# Éthylméthylcellulose
Pour les articles homonymes, voir MEC.
L'éthylméthylcellulose, appelé aussi méthyl-éthyl-cellulose (MEC), est un dérivé de la cellulose comportant des groupes éthyle et méthyle attachés par des liaisons éther. C'est une gomme végétale (stabilisant et épaississant) utilisée en tant qu'additif alimentaire sous le numéro E465.
Il peut être synthétisé par traitement de la cellulose avec du sulfate de diméthyle et du chlorure d'éthyle en présence d'un alcali.